# 福阿姆因
福阿姆因是法罗群岛苏德岛西岸上的市镇及同名村庄。市镇内只有一个村庄。市镇面积为13平方公里，2021年1月时市镇人口数量为86人。

## 历史
福阿姆因教堂建于1875年，并在1876年开始使用。教堂里有一块16世纪的卢恩石刻，石刻上有拉丁字母及盧恩字母。

## 图集

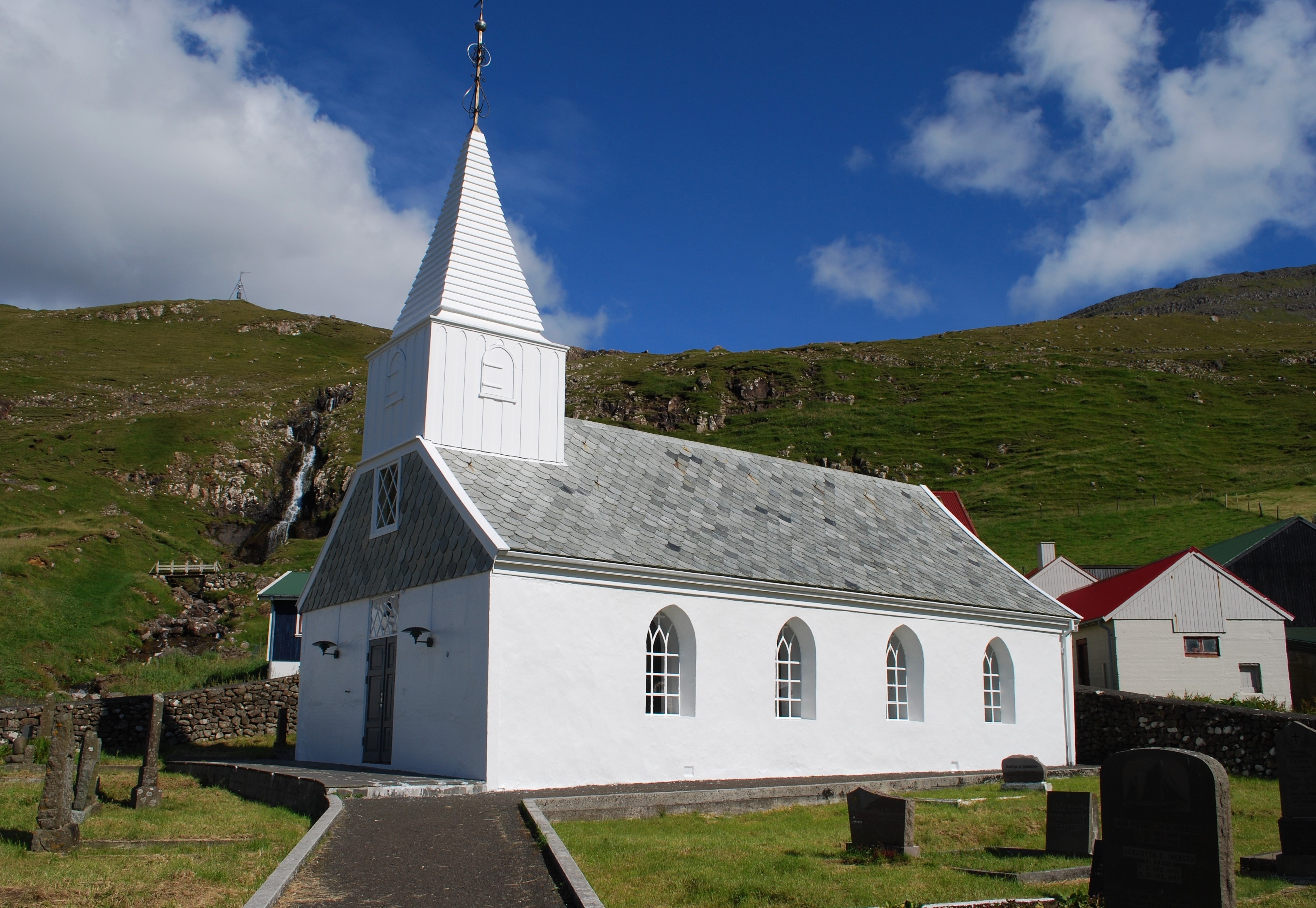
福阿姆因教堂
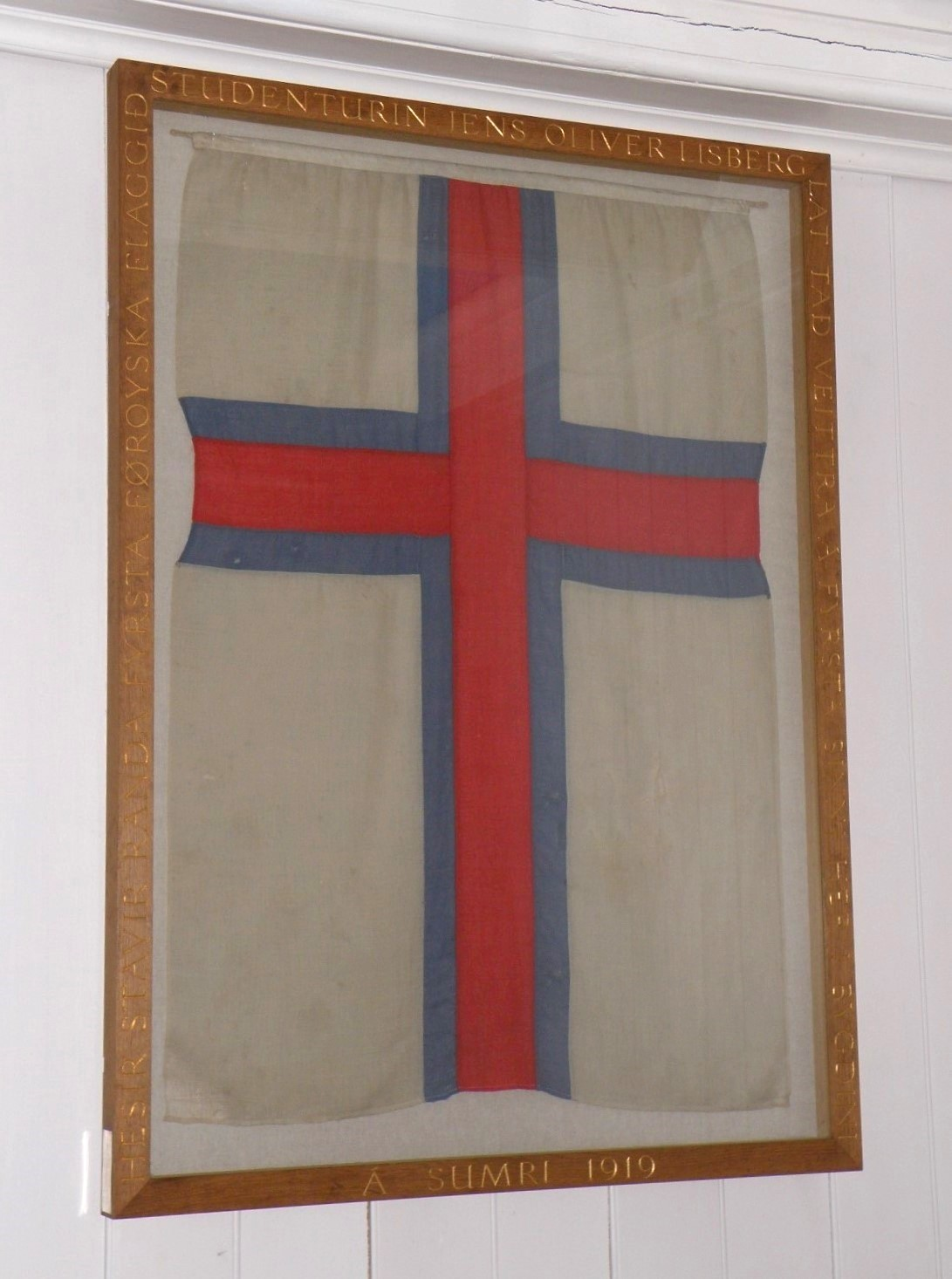
教堂内保存的法罗群岛旗帜的原型
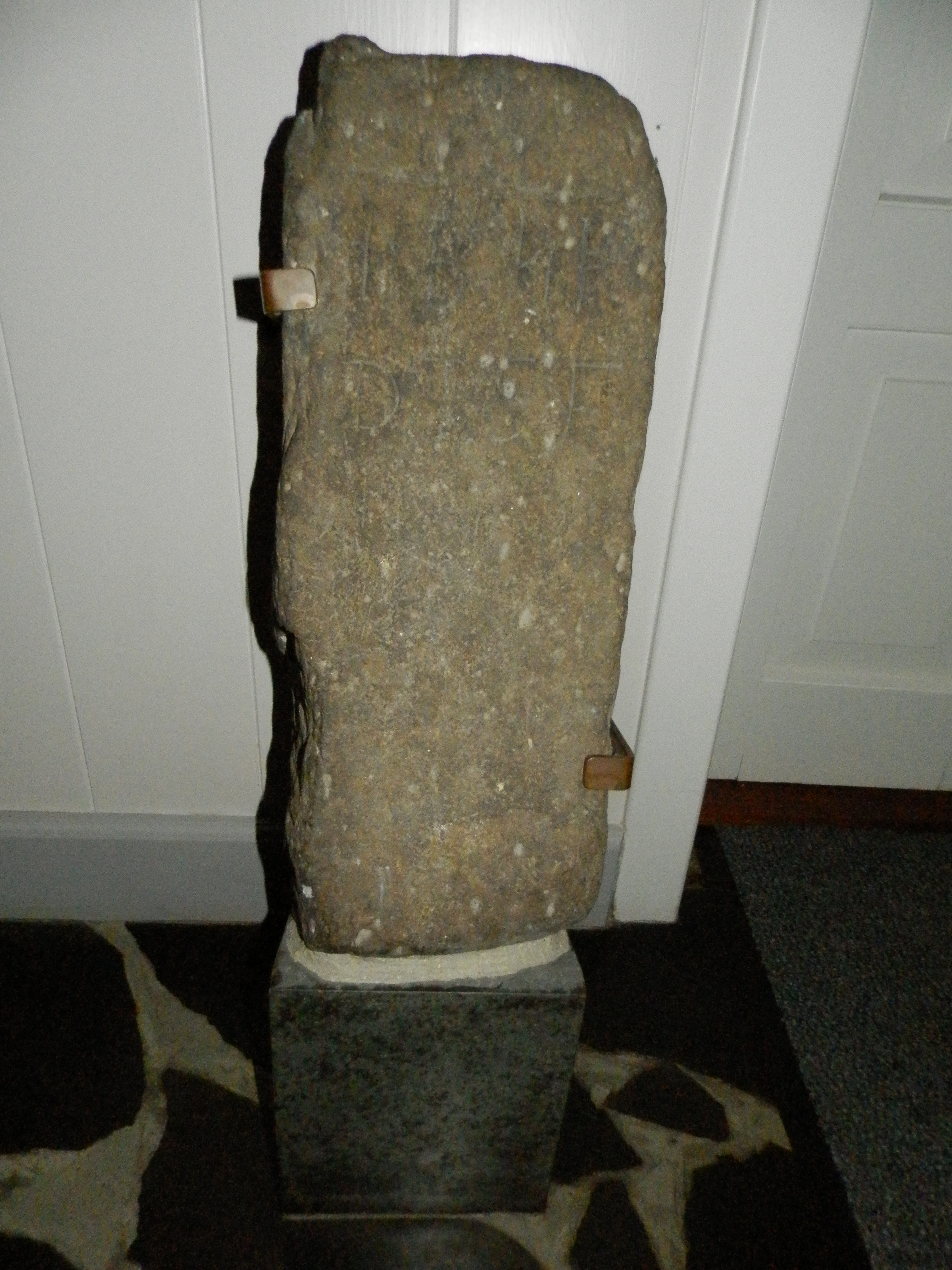
教堂内的卢恩石刻
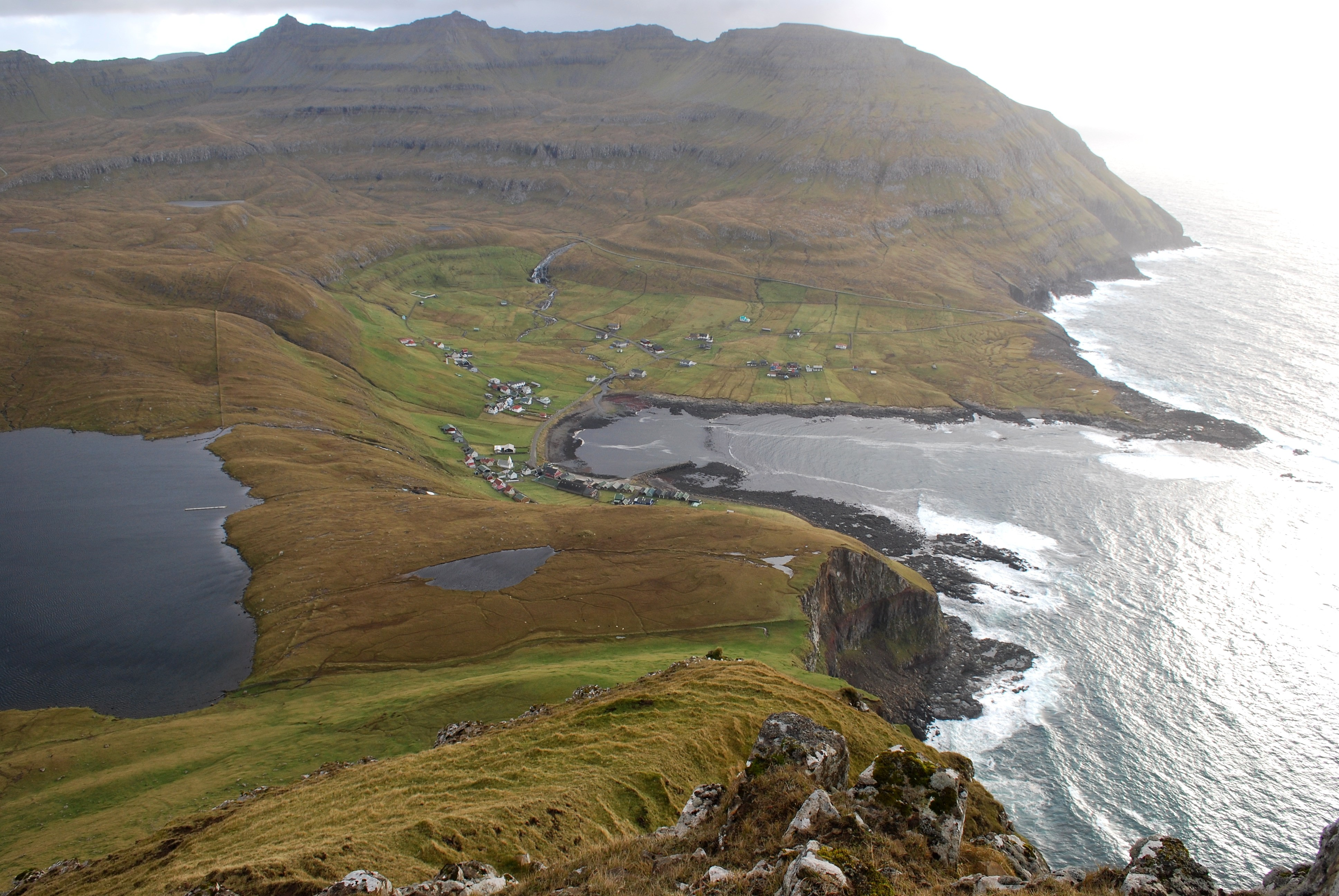
市镇内的湖泊，右边为大西洋
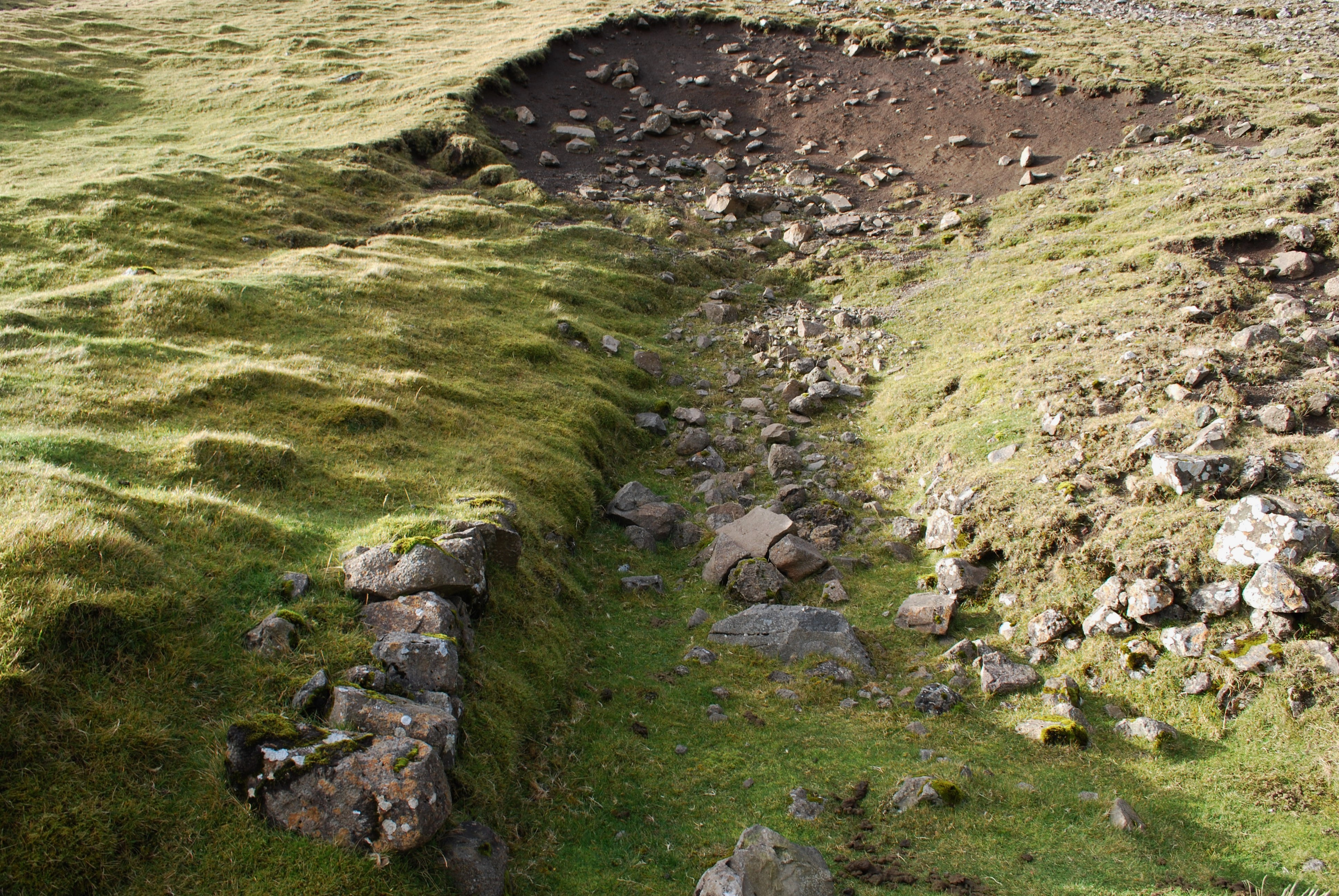
福阿姆因北边的煤矿